# Zurab Ciskaridze
Zurab Ciskaridze (Zurab Tsiskaridze, gruzínsky ზურაბ ცისკარიძე; * 8. září 1986, Tbilisi, Gruzínská SSR, SSSR) je americko-gruzínský fotbalový záložník a reprezentant Gruzie, od roku 2017 hráč klubu AFC Eskilstuna. Hraje na postu defenzivního středopolaře.
Narodil se v gruzínském Tbilisi na území tehdejšího SSSR. Ve svých 4 letech se dostal s rodinou do Polska, kde začal s fotbalem. Ve 13 letech odcestoval s otcem do USA, kde získal občanství.

## Klubová kariéra
- Agrykola Warszawa (mládež)
- Legia Warszawa (mládež)
- Associação Atlética Internacional (mládež)
- Grêmio Barueri Futebol (mládež)
- DC United (mládež)
- FC Sète 34 (mládež)
- FC Sète 34 2008
- Miami FC 2009
- Vancouver Whitecaps 2010
- Montreal Impact 2011
- FK Amkar Perm 2011–2012
- Jönköpings Södra IF 2012–2014
- Bangkok Glass FC 2014–2015
- San Antonio Scorpions 2015[3]
- FK Teplice 2016–2017[4]
- AFC Eskilstuna 2017–

## Reprezentační kariéra
V A-mužstvu Gruzie debutoval 3. 6. 2016 v přátelském zápase v Bukurešti proti reprezentaci Rumunska (porážka 1:5). Ke druhému zápasu v dresu gruzínské reprezentace nastoupil 7. června 2016 v přípravném utkání proti Španělsku, úřadujícímu mistru Evropy, v němž pomohl svým výkonem k překvapivé výhře 1:0 nad favorizovaným soupeřem.